# Stelle più luminose conosciute

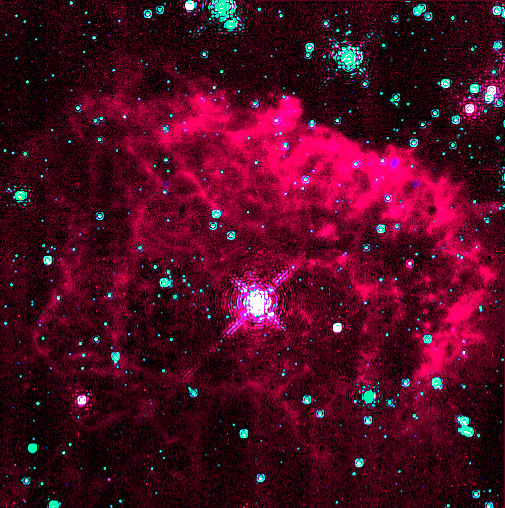
La Stella Pistola, una delle stelle più luminose conosciute.

La seguente è una lista delle stelle più luminose conosciute in termini assoluti, ordinate secondo una magnitudine assoluta crescente (e una luminosità decrescente), dalla più luminosa alla meno luminosa.
Tale lista non può considerarsi completa, poiché se una stella è così lontana che per noi è difficile scorgerla, è difficile misurarne con accuratezza la luminosità effettiva. Le liste redatte dai diversi autori di pubblicazioni astrofisiche differiscono tra loro o nell'ordine in cui compaiono le stelle o nelle stelle stesse che compongono la lista; inoltre, i dati riguardanti le singole stelle sono più o meno affidabili, a seconda dell'interesse degli astrofisici nei confronti dell'astro o dalle difficoltà oggettive nelle misurazioni (come nel caso della Stella Pistola). Le ultime stelle della lista, pur non essendo tra le più luminose conosciute, sono presenti solamente per raffronto.
| Nome                                      | Magnitudine apparente | Magnitudine assoluta | Luminosità (L☉)         |
| ----------------------------------------- | --------------------- | -------------------- | ----------------------- |
| Godzilla (in galassia Sunburst)           | 22                    | -14,7 - -17,3        | 134 000 000-255 000 000 |
| M33-013406.63 (in Galassia del Triangolo) | 16,1                  | −12,2 − 12,7[1]      | 6 400 000-10 280 000    |
| BAT99-98 (in LMC)                         | 13,38                 | -12                  | 5 012 000               |
| G0.238-0.071 (in Centro Galattico)        | 14,37                 | -12                  | 5 012 000               |
| R136a1 (in LMC)                           | 12,23                 | −8,18                | 4 677 000               |
| HD 93162 (WR 25)                          | 8,08                  | −12,25               | 6 300 000[2]            |
| Cygnus OB2-12                             | 11,40                 | −12,2                | 6 000 000               |
| NGC 2363-V1 (in NGC 2363)                 | 17,88                 | −12,16[3]            | 6 300 000               |
| HD 93129A                                 | 6,97                  | −12,1                | 5 500 000               |
| Eta Carinae                               | tra -0,8 e 7,9        | −12,0                | 5 000 000               |
| Melnick 34 (in LMC)                       | 13,1                  | −11,9                | 4 900 000               |
| R136a2 (in LMC)                           | 13,1                  | −11,9                | 4 900 000               |
| Melnick 42                                | 12,6                  | −11,6                | 3 500 000               |
| WR 102ka (Stella Peonia)                  | 8,8                   | −11,6                | 3 200 000               |
| VFTS 682                                  | 16,1                  | −11,6                | 3 200 000               |
| HD 5980                                   | 11,52                 | −11,5                | 3 000 000               |
| WR 102ea                                  | 8,8                   | −11,2                | 2 500 000               |
| Alfa Camelopardalis                       | 4,29                  | −11,2                | 2 300 000[4]            |
| Arches-F6                                 |                       | −11,1                | 2 200 000               |
| Arches-F9                                 |                       | −11,1                | 2 200 000               |
| HDE 269810                                | 12,28                 | −11,1                | 2 200 000[5]            |
| Var 83 (in M33)                           |                       | −11,1                | 2 200 000[6]            |
| LBV 1806-20                               | 8,6                   |                      | 2 000 000[7]            |
| Arches-F4                                 |                       | −11,0                | 2 000 000               |
| Arches-F7                                 |                       | −11,0                | 2 000 000               |
| Arches-F1                                 |                       | −11,0                | 2 000 000               |
| Wray 17-96                                |                       | −10,9                | 1 800 000[8]            |
| V4650 Sgr                                 |                       | −10,9                | 1 770 000               |
| Stella Pistola (Modello basso)            |                       | −10,8                | 1 700 000               |
| Arches-F12                                |                       | −10,8                | 1 600 000               |
| AF And (in M31)                           |                       | −10,8                | 1 600 000[6]            |
| Arches-F15                                |                       | −10,6                | 1 400 000               |
| AG Carinae                                | tra 7,1 e 9,0         | −10,3                | 1 300 000[9]            |
| Arches-F3                                 |                       | −10,5                | 1 300 000               |
| Arches-F8                                 |                       | −10,5                | 1 300 000               |
| Var B (in M33)                            |                       | −10,4                | 1 100 000[6]            |
| Arches-F18                                |                       | −10,4                | 1 100 000               |
| Zeta1 Scorpii                             | 4,73                  | −10,36               | 1-1 700 000             |
| Arches-F2                                 |                       | −10,25               | 1 000 000               |
| Arches-F14                                |                       | −10,25               | 1 000 000               |
| S Doradus                                 | tra 8,6 e 11,8        | −10,1                | 870 000                 |
| Pismis 24-17                              |                       | −10,1                | 850 000                 |
| Pismis 24-1SW                             | 10,4                  | −10                  | 780 000                 |
| Var C (in M33)                            |                       | −9,8                 | 660 000[6]              |
| Pismis 24-1NE                             | 10,4                  | −9,7                 | 650 000                 |
| Rho Cassiopeiae                           | 4,4                   | −9,6                 | 550 000                 |
| RW Cephei                                 | 6,52                  | −9,6                 | 550 000                 |
| Naos                                      | 2,21                  | −9,6                 | 550 000                 |
| HR Carinae                                | 6,8                   | −9,5                 | 500 000[10]             |
| AE And (in M31)                           |                       | −9,4                 | 450 000[6]              |
| VY Canis Majoris                          | 7,95                  | −9,4                 | 450 000[11]             |
| Chi2 Orionis                              | 4,65                  | −9,3                 | 420 000                 |
| HDE 226868                                | 8,9                   | −9,25                | 390 000                 |
| Alnilam                                   | 1,70                  | −9,2                 | 380 000                 |
| KW Sagittarii                             | 8,5                   | −9,17                | 370 000                 |
| HD 92207                                  | 5,49                  | −9,16                | 365 000                 |
| V354 Cephei                               | 10,82                 | −9,15                | 360 000                 |
| HD 61227                                  | 6,37                  | −9,14                | 360 000                 |
| Mu Cephei                                 | 4,04                  | −9,08                | 340 000                 |
| VV Cephei A                               | 5,18                  | −9,0                 | 315 000                 |
| WOH G64                                   | 18.0 ?                | −8,9                 | 280 000                 |
| KY Cygni                                  | 13,3                  | −8,84                | 270 000                 |
| Theta1 Orionis C                          | 5,13                  | −8,6                 | 220 000                 |
| HD 168625                                 | 8,44                  |                      | 220 000                 |
| Deneb (Modello alto)                      | 1,25                  | −8,38                | 196 000                 |
| Betelgeuse                                | 0,58                  | −8,0                 | 135 000                 |
| Rigel                                     | 0,12                  | −8,03                | 67 000-100 000          |
| Alnitak                                   | 1,79                  | −7,8                 | 100 000                 |
| VV Cephei B                               |                       | −7,8                 | 100 000                 |
| Mintaka                                   | 2,23                  | −7,6                 | 87 000                  |
| Eta Canis Majoris                         | 2,45                  | −7,51                | 80 000                  |
| Saiph                                     | 2,07                  | −7,3                 | 66 000                  |
| Meissa                                    | 3,39                  | −7,3                 | 66 000                  |
| Omicron1 Canis Majoris                    | 3,83                  | −7,3                 | 66 000                  |
| Sadr                                      | 2,23                  | −6,12                | 65 000                  |
| Antares                                   | 0,92                  | −7,2                 | 60 000                  |
| Psi1 Aurigae                              | 4,92                  | −6,95                | 47 000                  |
| Delta Canis Majoris                       | 1,83                  | −6,87                | 44 000                  |
| Sigma Orionis A                           | 4,2                   | −6,6                 | 35 000                  |
| Beta Crucis                               | 1,25                  | −6,6                 | 35 000                  |
| Eta Orionis                               | 3,38                  | −6,5                 | 32 000                  |
| Omicron2 Canis Majoris                    | 3,02                  | −6,46                | 30 000                  |
| Alpha Crucis                              | 0,76                  | −6,25                | 25 000                  |
| Gamma Cygni                               | 2,23                  | −6,12                | 22 000                  |
| Alpha Herculis                            | 3,48                  | −5,97                | 19 400                  |
| Epsilon Aurigae                           | 3,04                  | −5,95                | 19 000                  |
| Pi4 Orionis                               | 3,67                  | −5,8                 | 17 000                  |
| Iota1 Scorpii                             | 2,99                  | −5,71                | 15 000                  |
| Eta Leonis                                | 3,48                  | −5,60                | 14 000                  |
| Spica                                     | 1,00                  | −5,6                 | 14 000                  |
| Upsilon Carinae                           | 2,92                  | −5,56                | 13 300                  |
| Canopo                                    | −0,62                 | −5,53                | 12 900                  |
| Iota Orionis                              | 2,77                  | −5,5                 | 12 600                  |
| Beta Centauri                             | 0,61                  | −5,42                | 11 700                  |
| Alpha Leporis                             | 2,58                  | −5,40                | 11 500                  |
| Phi Velorum                               | 3,52                  | −5,34                | 10 900                  |
| Gamma Velorum                             | 1,75                  | −5,31                | 10 600                  |
| VV Orionis                                | 5,34                  | −5,2                 | 9 600                   |
| Lambda Scorpii                            | 1,62                  | −5,05                | 8 400                   |
| Pi Puppis                                 | 2,71                  | −4,92                | 7 400                   |
| Epsilon Pegasi                            | 238                   | −4,8                 | 6 600                   |
| Epsilon Canis Majoris                     | 1,50                  | −4,8                 | 6 600                   |
| Bellatrix                                 | 1,64                  | −4,75                | 6 300                   |
| Xi Puppis                                 | 3,34                  | −4,74                | 6 250                   |
| Epsilon Carinae                           | 1,86                  | −4,58                | 5 400                   |
| W Orionis                                 | 5,88                  | −4,4                 | 4 600                   |
| Achernar                                  | 0,46                  | −4,05                | 3 300[12]               |
| Beta Lyrae                                | 3,52                  | −3,91                | 2 900                   |
| Stella Polare                             | 1,97                  | −3,6                 | 2 200                   |
| Gamma Crucis                              | 1,63                  | −3,2                 | 1 500                   |
| Regolo                                    | 1,35                  | −1,6                 | 350[13]                 |
| Aldebaran                                 | 0,85                  | −0,63                | 140                     |
| Arturo                                    | −0,04                 | −0,31                | 110                     |
| Capella                                   | 0,08                  | 0,4                  | 55                      |
| Castore                                   | 1,98                  | 0,5                  | 50                      |
| Vega                                      | 0,00                  | 0,58                 | 47                      |
| Polluce                                   | 1,14                  | 0,7                  | 42                      |
| Sirio                                     | −1,46                 | 1,4                  | 22                      |
| HD 38529                                  | 5,94                  | 2,7                  | 6,6                     |
| Tabit                                     | 3,19                  | 3,7                  | 2,6                     |
| Alpha Centauri A                          | −0,01                 | 4,38                 | 1,4                     |
| Chi1 Orionis                              | 4,41                  | 4,7                  | 1,05                    |
| Sole                                      | −26,8                 | 4,75                 | 1,00                    |

## Fenomeni cosmici luminosi ed energetici
È da notare che anche le stelle più luminose in assoluto (fino a 40 milioni di volte il Sole) sono nettamente meno brillanti di alcuni oggetti extragalattici come i quasar, di cui se ne conoscono attualmente alcune centinaia; il quasar più luminoso, 3C 273 nella costellazione della Vergine, ha una magnitudine apparente media, osservato al telescopio, di 12,8, ma possiede una magnitudine assoluta di −26,7: se si trovasse alla distanza di 10 parsec, il quasar apparirebbe luminoso quasi quanto il Sole (che ha una magnitudine apparente di −26,74). Bisogna tener presente però che la luminosità del quasar è quasi 2 bilioni (1012) di volte quella del Sole, circa 100 volte quella di una normale galassia gigante come la Via Lattea. I quasar subiscono però anche delle variazioni di luminosità nel corso del tempo.
Prendendo in considerazione la radiazione gamma, una magnetar (un particolare tipo di stella di neutroni), chiamata SGR 1806-20, è stata soggetta ad un'esplosione estremamente violenta, la cui energia ha raggiunto la terra il 27 dicembre 2004; si ritiene che sia l'evento di origine estranea al sistema solare più luminoso conosciuto: se i raggi gamma fossero visibili, avrebbe raggiunto una magnitudine assoluta di circa −29.
Un altro evento altamente energetico fu il gamma ray burst GRB 971214, registrato nel 1998, considerato l'evento più energetico dell'universo dopo il Big Bang, con un'energia equivalente a centinaia di supernovae.